# Acraea minima
Acraea minima är en fjärilsart som beskrevs av Holland 1892. Acraea minima ingår i släktet Acraea och familjen praktfjärilar. Inga underarter finns listade i Catalogue of Life.